# Vogtei Eggen
Die Vogtei Eggen wurde 1192 erstmals urkundlich erwähnt und ging aus der Konstanzer Bischofshöri hervor. Zu der Vogtei gehörte das Gebiet, das zwischen den Klöstern Kreuzlingen und Münsterlingen sowie den Dörfern Illighausen, Graltshausen, Ellighausen und Egelshofen liegt. 1447 wurde das sogenannte Raitigericht abgetrennt und dem Konstanzer Almosenamt unterstellt. Bis acht Jahre vor Auflösung des Reiches 1798 wurde die Vogtei von Konstanz verwaltet, das die niedere Gerichtsbarkeit über das Gebiet und seine Dörfer innehatte.